# ألف سكينر
ألف سكينر هو لاعب هوكي الجليد كندي، ولد في 26 يناير 1896 في تورونتو في كندا، وتوفي في 11 أبريل 1961.

## وصلات خارجية
- ألف سكينر على موقع دوري الهوكي الوطني (الإنجليزية)
- ألف سكينر على موقع قاعة مشاهير الهوكي (لاعب أن.إتش.أل) (الإنجليزية)
- ألف سكينر على موقع EliteProspects.com (الإنجليزية)
- ألف سكينر على موقع HockeyDB.com (الإنجليزية)
- ألف سكينر على موقع Hockey-Reference.com (الإنجليزية)